# Cahiers de Mai
Les Cahiers de Mai sont une revue créée immédiatement après les événements de Mai 68 et publiée jusqu'en 1974. Ce bi-hebdomadaire a popularisé le reportage social, juste après Mai 68.
L'objectif de la publication est d'établir des liaisons entre les groupes ouvriers révolutionnaires qui existent, de manière plus ou moins constituée, après mai 1968, dans de nombreuses entreprises.

## Historique
Les participants sont d'origine politiques diverses : PCF (Daniel Anselme), CGT (amenés par le menuisier H. Fournié), ancienne "Gauche syndicale" (Jean-Marcel Bouguereau, Marc Kravetz, Jean-Louis Peninou), PSU (Fromentin, Lichtenberger), communisme libertaire (Daniel Colson et Jacques Wajnsztejn), UJC(ml) (Daniel Lindenberg, Queysanne). 
Le premier numéro de la revue paraît le 15 juin 68, avec pour thème « la Commune de Nantes ». La parution est bi-hebdomadaire jusqu'au n° 7 puis mensuelle jusqu'en 1974. 
Le tirage de la revue oscille entre 17 000 et 20 000 exemplaires.

## Une approche en termes d'enquête
Les Cahiers de Mai cherchent à développer une pratique particulière basée sur l’enquête ouvrière. Elle se distingue de celle entreprise de l’autre côté des Alpes avec les Quaderni Rossi, par le fait que l’enquête est menée directement à partir du mouvement social lui-même et non à partir d’une analyse des transformations du capital. 
Les Cahiers de Mai se font connaitre en particulier au printemps 1971, lors des grèves de l'industrie automobile française de 1969-1973, lorsqu'ils coordonnent des réunions de témoignage des différentes usines Renault, puis lors de la première vague des grèves des ouvriers de Peñarroya en 1971 et 1972 déclenchée plusieurs semaines après un accident du travail pour la défense des conditions de travail des ouvriers immigrés, qui ont eu lieu en janvier 1971 à Saint-Denis puis de janvier 1972 à mars 1972 dans les trois usines d’affinage de la Société minière et métallurgique de Peñarroya, alors premier producteur mondial de plomb , dans le sillage d'un film présenté en janvier 1972 par leur fondateur Daniel Anselme.
Le 22 mai 1971, le journal organise la réunion au Mans d'une « commission métallurgie », avec des militants ouvriers actifs dans une quinzaine d'entreprises: Renault Billancourt, Saviem, Société métallurgique de Normandie (Caen), Usinor (Dunkerque), Dubigeon (Nantes), SNIAS (Châtillon), Westinghouse (Paris), mais aussi des PTT (Paris), de la SNCF (Paris-Austerlitz, Tours), et des travailleurs de diverses autres professions (bâtiment, imprimerie, informatique), à Lyon, Dunkerque, Nantes.
« Le rôle politique de l’enquête », article publié en juillet 1970 dans le n° 22, propose une analyse de la conception des Cahiers de Mai. Elle se définit en opposition avec l’enquête de la sociologie industrielle qui est en plein développement. Il s’agit de placer l’enquête sous la direction ou au moins le contrôle des travailleurs. L’enquête sert à faire ressortir l’expérience ouvrière tout en faisant apparaître les idées nouvelles. Elle joue le rôle politique de la reformation de la classe ouvrière et œuvre à la réalisation de l’unité de la classe. 
Cette unité est lente à se faire et les Cahiers de Mai auront tendance à encourager des regroupements par secteurs qui donneront lieu à des groupes et journaux comme Action-Cheminot et Action-PTT. Il s’agit aussi, même si c’est plus implicite, de faire un bilan des luttes et des transformations du capital. 
À la « communication verticale » des syndicats qui laisse peu d’autonomie à la base, les Cahiers de Mai opposent une liaison horizontale, à la base comme ils tenteront de la mettre en place, par exemple, pendant les grèves d’OS à Berliet Lyon avec la rédaction d’un texte par les travailleurs des ateliers en grève et au cours de la grève de Pennaroya de 1972, entre les différentes usines du groupe, toutes plus ou moins en grève.
Un autre point de l’intervention du groupe est directement lié à un des échecs du mouvement de mai avec la difficulté qu’il y a eu à relier la lutte de ceux qui étaient à l’extérieur des entreprises et ceux qui étaient à l’intérieur. Les comités étudiants-travailleurs ont représenté une tentative de réponse à chaud à ce problème, mais ils ont eu une efficacité limitée et surtout, ils ont disparu ou sont en sommeil. Quant à « l’établissement » des militants extérieurs, les Cahiers de Mai s’y refusent car ils trouvent cette pratique en vogue (au sein des groupes maoïstes) artificielle. 
La pratique de l’enquête ne va pas de soi et les débats sont vifs, au sein même du groupe, entre ceux, majoritaires, qui voient dans l’enquête la base même de la dynamique, à condition que l’enquête soit réussie évidemment, c’est-à-dire que son utilisation dans l’usine fasse bouger les choses et ceux, minoritaires, qui parlent en termes de formation politique qui seule pourra permettre aux ouvriers les plus combatifs de résister et aux pressions patronales et aux récupérations syndicales ou gauchistes. 

### La critique contre la théorie de l’avant-garde
Plus tard, la revue mène une sévère critique contre la théorie de l’avant-garde et de la conscience de classe importée de l’extérieur. Les groupes extérieurs sont critiqués parce qu’ils cherchent à apporter une dimension politique qui n’existerait pas dans la lutte elle-même. La revue essaie de s’en tenir à une ligne claire de démarcation de classe : « Qui parle et au nom de qui ? ».
Une anecdote racontée par Daniel Anselme permet de comprendre la différence entre l’optique des Cahiers de Mai et celle des groupes gauchistes. Dans une discussion en petit comité qui met en présence d'un côté, D. Anselme, principale figure (non médiatisée) des Cahiers et de l'autre Roland Castro de VLR (Vive la révolution) et Le Dantec de la Gauche prolétarienne, ces deux derniers font assaut de révolutionnarisme et Anselme de leur poser la question : « Mais qui vous a fait révolutionnaire ? ». 
Mais cette ligne qui relève d’une vision de la pure autonomie de la classe en lutte bute sur le fait que le capitalisme est un rapport social de dépendance entre deux classes certes antagonistes, mais aussi liées. D’où le rôle des syndicats, d’où l’ambiguïté de la revue à leur égard. Elle bute aussi sur le fait que Mai 68 exprime en partie une crise de la théorie du prolétariat et une remise en cause du rôle moteur de la classe ouvrière dans le processus de lutte contre un système qui est de plus en plus ressenti comme un système de domination et non pas simplement ou essentiellement d’exploitation. Cette crise sera manifeste après Lip et fatale aux Cahiers de Mai qui sont dissous en 1974.

### L'arrivée àLibérationdes journalistes desCahiers de Mai
En 1974, à Jean-Paul Sartre, qui lui pose la question « Pourquoi tu quittes Libé », Jean-Pierre Barou invoque son différend avec de nouveaux arrivants, des anciens des Cahiers de mai, propulsés par Serge July. July souhaite alors en particulier que Marc Kravetz et Jean-Marcel Bouguereau, ses amis personnels depuis Mai 68, intègrent Libération. Les Cahiers de Mai ont été créés par une petite équipe de militants venant aussi bien du PCF que de l'extrême-gauche ou des milieux catholiques. Tout à l'opposé des « maos spontex » de la GP, ils veillent dès mai 1968 à ne pas se couper des syndicats, même vis-à-vis de Georges Séguy (CGT) qui s'avérera un adversaire des séquestrations.

## Source
- Jean-Jacques Becker et Gilles Candar, Histoire des gauches en France, La Découverte, 2004
- J.Wajnsztejn, J.-L. Jarrige, Bilan critique de l’activité des Cahiers de Mai

## Liens
- Les Cahiers de Mai à la Bibliothèque de documentation internationale contemporaine (BDIC)
- Les Cahiers de Mai sont disponibles en version numérisée